# 194e brigade blindée (États-Unis)

Insigne de la blindée.

La 194e brigade blindée (194th Armored Brigade en anglais) est une brigade de l'Armored Force aux États-Unis. Elle est basée à Fort Ord en Californie.